# 全尚
全尚（？—258年），字子真，揚州吳郡錢唐人。三國时期東吳外戚，全琮族子，女兒全惠解是吳廢帝孫亮的皇后。

## 生平
孙权晚年宠爱潘皇后及幼子孙亮，孙鲁班为迎合孙权并讨好孙亮母子，于是就劝孙权为孙亮娶妻，并多次推荐全尚的女儿全氏。250年，孙权废孙和杀孙霸，改立孙亮为太子，以全氏为太子妃。
孙亮即位后，全夫人被立为皇后，全尚被任命为城门校尉，封都亭侯，接替滕胤任太常卫将军，加封永平侯，录尚书事，总领朝政。全氏一族封侯的有五人，是自东吴自建国以来外戚中最为显贵的。
258年，孙亮厌恶孙綝专权，与孙鲁班、将军刘丞密谋诛杀孙綝。孙亮又下诏给全尚之子全纪，让他邀全尚共同参与，但全尚却将计划透露给妻子。全尚的妻子是孫綝的堂姐，她將計劃告知孫綝。孙綝于是在夜里带兵袭击并俘虏了全尚，又派遣其弟孙恩杀刘丞于苍龙门外，然后率军包围皇宫，废孙亮为会稽王，另立琅琊王孙休。全尚被流放到零陵郡，在途中被孙綝派人杀害。

## 演义形象
长篇历史小说《三国演义》中，全尚于第一百一十三回《丁奉定计斩孙綝 姜维斗阵破邓艾》中登场，与生平记载相同。